# Flora Diegues
Flora Diegues (Rio de Janeiro, 23 de setembro de 1984 – Rio de Janeiro, 2 de junho de 2019) foi uma atriz, roteirista e diretora brasileira.

## Biografia
Filha do cineasta Cacá Diegues e da produtora Renata Almeida Magalhães, Flora tinha três irmãos por parte de pai: Francisco, Isabel e Julia. Também era tia de José Bial, filho de sua irmã Isabel com Pedro Bial, e de Monah e Mateo, filhos de seu irmão Francisco.
Estreou como atriz em 1996 no filme Tieta do Agreste, dirigido por seu pai, interpretando a versão mais jovem da personagem-título vivida por Sônia Braga. Estudou no Tablado por dez anos, mas passou anos afastada da atuação, período no qual se formou em Cinema na PUC, viveu em Nova York e buscou se tornar cineasta. Dirigiu o curta Assim Como Ela, de 2011, que contou com Deborah Secco como a protagonista. Voltou a atuar em 2014, quando protagonizou a série do Multishow Só Garotas ao lado de Liliana Castro, Julia Stockler e Vitória Frate. Na série criada e dirigida por Maria Flor, Diegues vivia Clara, uma atriz. Também participou da série Trair e Coçar É Só Começar, e no ano seguinte, participou de um episódio de Questão de Família, série do GNT.
2015 marcou a estreia de Flora Diegues em novelas, com ela interpretando a divertida Bianca na novela Além do Tempo. Sua personagem tinha duas encarnações: a do século XIX era mais romântica e sonhava em se casar, já a do século XXI queria ser médica. Na trama, Diegues era irmã da personagem de Mel Maia e contracenava com Luís Melo e Wagner Santisteban, que interpretava Pérsio, seu par romântico. Mas Flora precisou se afastar das gravações às pressas para operar um aneurisma. Apesar de ter tido alta e de desejar voltar para gravar o desfecho de sua personagem, Diegues não pôde retornar, e com isso, a personagem Bianca retornou sozinha para Dubai, onde estava antes do início da segunda fase da novela de Elizabeth Jhin.
Mais tarde, Diegues voltou a trabalhar, marcando presença em O Grande Circo Místico, filme de seu pai, em que ela viveu Clara Knieps, e gravando uma participação em Sob Pressão. Em 2018, Flora tinha sido escalada para Deus Salve o Rei, onde interpretaria Lucíola, amiga e confidente de Catarina, personagem de Bruna Marquezine, mas foi substituída por antes da estreia por Carolina Ferman. Mais tarde, Diegues fez uma participação na trama como Heloísa de Cáceres, que aparecia em flashbacks e era mãe de Selena, personagem de Marina Moschen. Ela também interpretou Jaque no longa Aumenta que É Rock 'n Roll, produzido por sua mãe, que foi lançado postumamente em 2024, e no mesmo ano, virou minissérie na Globo, sob o título de Aumenta Que É Rock.
Morreu em 2 de junho de 2019, aos 34 anos, em decorrência de um câncer no cérebro, contra o qual lutou durante 3 anos antes de sua morte. Seu pai, Cacá, revelou que tinha um projeto de filme em que Flora interpretaria a protagonista, sobre duas gerações de mulheres que se envolveriam com a política, mas com a morte dela, o descartou definitivamente.

## Filmografia

### Televisão
| Ano  | Título                     | Personagem                              | Nota                                                |
| ---- | -------------------------- | --------------------------------------- | --------------------------------------------------- |
| 2014 | Só Garotas                 | Clara                                   |                                                     |
| 2015 | Questão de Família         | Bárbara                                 | Episódio: "Diferença"                               |
| 2015 | Além do Tempo              | Bianca Cristina Pasqualino              |                                                     |
| 2017 | Sob Pressão                | Ana                                     | Episódio: "19 de setembro"                          |
| 2018 | Deus Salve o Rei           | Heloísa de Cáseres, Rainha da Lastrilha | Episódios: "26–27 de julho"                         |
| 2024 | Aumenta que É Rock 'n Roll | Jaque                                   | Versão em formato minissérie do filme de mesmo nome |

### Cinema
| Ano  | Título                     | Personagem        |
| ---- | -------------------------- | ----------------- |
| 1996 | Tieta do Agreste           | Tieta (criança)   |
| 2006 | O Maior Amor do Mundo      | Caixa do hospital |
| 2017 | O Grande Circo Místico     | Clara             |
| 2024 | Aumenta que É Rock 'n Roll | Jaque             |

## Teatro
| Ano     | Título                           | Direção                        |
| ------- | -------------------------------- | ------------------------------ |
| 2001–02 | Os Melhores Anos de Nossas Vidas | Domingos de Oliveira           |
| 2008    | O Auto da Compadecida            | Leonardo Brício Pedro Kosovski |
| 2008–09 | O Dragão Verde                   | Cacá Mourthé                   |
| 2014    | Parei de Ser Fôlego              | Emanuel Aragão                 |

## Parte Técnica
Como diretora e/ou roteirista no cinema
- 2008 - Sobe, Sofia
- 2010 - Assim Como Ela
- 2010 - Subitamente V
- 2013 - Rio de Fé

Como diretora na televisão
- 2012 - Maior Barato
- 2012 - Pé nas Costas
- 2013 - No Meio do Caminho Tinhas um Obstáculo
- 2014 - 5X Yane